# Ammothea glacialis
Ammothea glacialis är en havsspindelart som först beskrevs av Hodgson, T.V. 1907.  Ammothea glacialis ingår i släktet Ammothea och familjen Ammotheidae. Inga underarter finns listade i Catalogue of Life.